# خالد عبد الله (ممثل)
خالد عبد الله (مواليد 1980 ، اسكتلندا) ممثل بريطاني مصري وناشط سياسى. مثل أدوار بطولة في عدة أفلام عالمية.

## أعماله

### أفلام
- يونايتد 93، دور: زياد جراح، 2006
- عداء الطائرة الورقية، دور: أمير قادري، 2007
- المنطقة الخضراء، دور: فريد "فريدي" يوسف عبد الرحمان، 2010
- العلمين، دور: محمود، 2012
- الميدان، وثائقي، 2013
- إطار الليل، دور: زكريا، 2014
- ألف اختراع واختراع وعالم ابن الهيثم، صوت: ابن الهيثم، 2015
- أساسنز كريد، دور: أبو عبد الله محمد الثاني عشر، 2016
- آخر أيام المدينة، دور: خالد، 2016

### مسلسلات
- راجل وست ستات الجزء 3، 2008
- هانا، دور: جيروم صوير، 2019 و2020
- فارس القمر، دور: الصورة الرمزية لأوزوريس وقائد مجلس الآلهة المصرية، 2022
- التاج، الموسمان 5 و6: دور: دودي الفايد، 2022 و2023

## روابط خارجية
- خالد عبد الله على موقع IMDb (الإنجليزية)
- خالد عبد الله على موقع ألو سيني (الفرنسية)
- خالد عبد الله على موقع أول موفي (الإنجليزية)
- خالد عبد الله على موقع قاعدة بيانات الأفلام السويدية (السويدية)
- خالد عبد الله على موقع قاعدة بيانات الفيلم (الإنجليزية)
- خالد عبد الله على موقع كينوبويسك (الروسية)
- خالد عبد الله على موقع كينوبويسك (الروسية)